# Exechonella paucipunctata
Exechonella paucipunctata är en mossdjursart som beskrevs av Brown 1956. Exechonella paucipunctata ingår i släktet Exechonella och familjen Exechonellidae. Inga underarter finns listade i Catalogue of Life.